# Tadeusz Tomaszewski (Politiker, 1959)

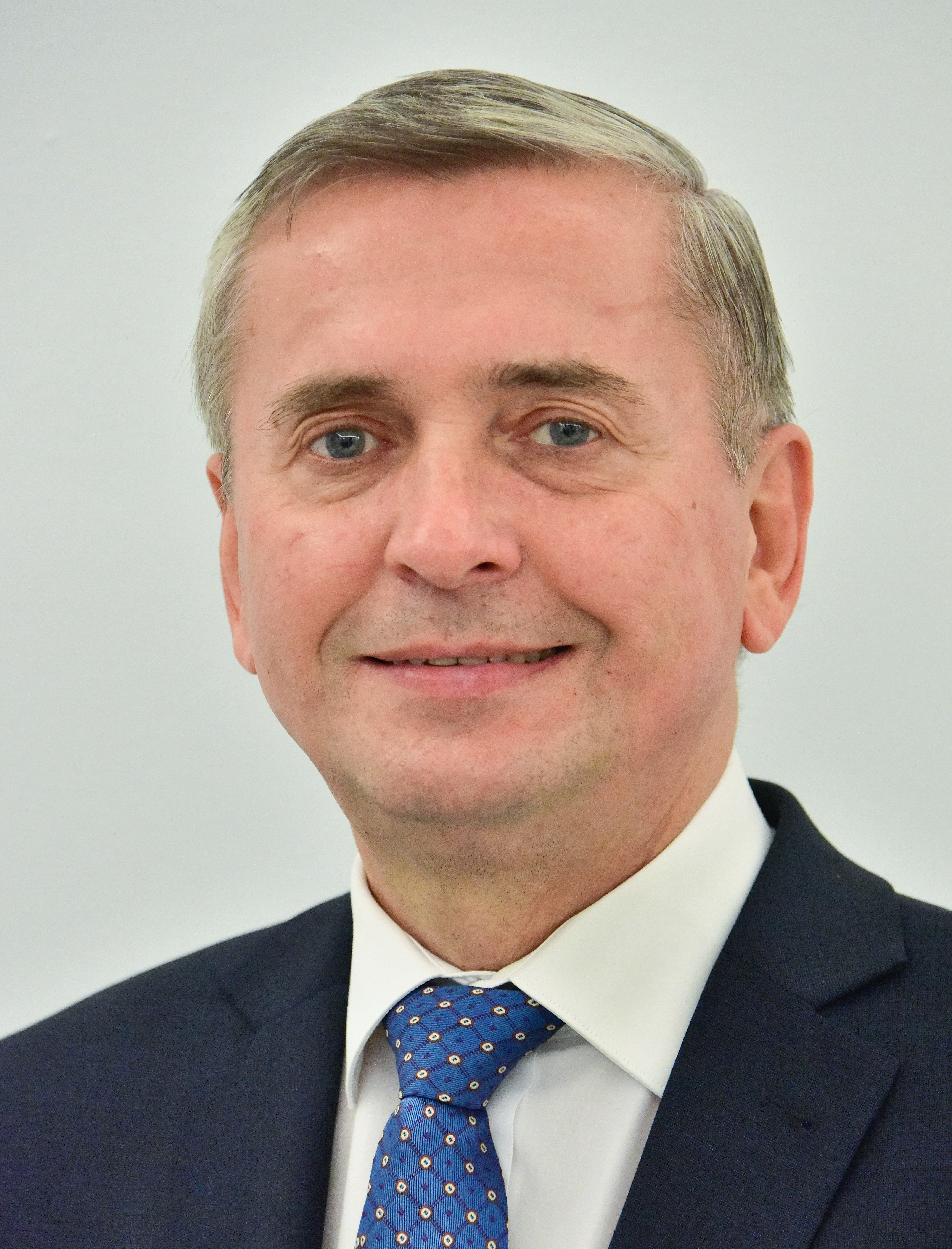
Tadeusz Tomaszewski

Tadeusz Tomaszewski (* 21. Februar 1959 in Niechanowo) ist ein polnischer Politiker und seit 1993 Abgeordneter des Sejm in der I., II., III., IV., V., VI und VII. Wahlperiode.
Seit 1972 war er Funktionär des Verbandes der Volkssportgruppen, in den Jahren 1974 bis 1994 gehörte er dem Polnischen Sozialistischen Jugendbund an und arbeitete auch in der Polska Zjednoczona Partia Robotnicza (Polnische Vereinigte Arbeiterpartei – PZPR).  Von 1984 bis 1988 sowie von 1989 bis 1990 war er Stadtrat von Niechanowo, von 1989 bis 1990 saß er im Woiewodschafts-Nationalrat in Posen. Am Beginn der 1990er Jahre war er im Vorstand einiger privater Gesellschaften. In den Jahren 1990 bis 1999 gehörte er der Socjaldemokracja Rzeczypospolitej Polskiej (Sozialdemokratie der Republik Polen – SdRP) an, im Jahr 1999 wurde er Mitglied des Sojusz Lewicy Demokratycznej (Bund der Demokratischen Linken – SLD). Von 1998 bis 2000 war er Abgeordneter im Sejmik der Woiwodschaft Großpolen.
Im Jahr 2000 machte er einen Abschluss der Hochschule für Gesellschaftswissenschaften in Posen.
1993, 1997, 2001, 2005, 2007 und 2011 errang er jeweils für den SLD ein Abgeordnetenmandat im Sejm. In den Parlamentswahlen 2007 wurde er für den Wahlkreis Konin mit 23.755 Stimmen über die Liste der Lewica i Demokraci (Linke und Demokraten – LiD) erneut in den Sejm gewählt. Er ist Mitglied der Sejm Kommissionen für Gesellschaftspolitik und Familie sowie Sport.
Seit dem 22. April 2008 ist er Mitglied der neu gegründeten Fraktion Lewica.